# B&B Hotels
B&B HOTELS è una catena internazionale di hotel del segmento budget hotel. Nel 2025 conta oltre 900 alberghi situati in 14 paesi (tra cui Francia, Germania, Italia, Polonia, Spagna, Portogallo, Svizzera, Slovenia, Ungheria, Repubblica Ceca, Brasile e Stati Uniti d'America).
Fondata in Francia nel 1990, nel 1998 B&B HOTELS inizia a operare anche in Germania, Italia, Polonia e Spagna. Nel 2005 la catena viene rilevata da Carlyle (73%), una delle principali società di investimento europee, quotata in borsa. Nel 2016 cambia la proprietà diventando al 95% del private equity fund  PAI Partners.

## Azionari
- Nel 2003, Duke Street Capital, fondo di investimento inglese acquisisce Galaxie SA.
- Nel 2005, Eurazeo acquisisce Galaxie SA.
- Nel 2010, l'azionario principale Eurazeo rivende al fondo di investimento americano Carlyle[1].
- Nel 2016, il fondo di investimento francese Pai partners acquista da Carlyle Group la catena di alberghi per 800 milioni di euro con la volontà di continuare lo sviluppo[2][3].
- A Luglio 2019, PAI partners annuncia di aver avviato trattative con la divisione Merchant Banking di Goldman Sachs e ATP per la vendita della catena. La vendita, effettuata nel secondo semestre del 2019 è stimata in 1,9 miliardi di euro. [2][3].

## Storia del gruppo
- 1990: Fondazione del brand B&B HOTELS come Galaxie S.A. e prima apertura in Francia (Brest e Saint-Malo)
- 1994-1997: Nuove aperture in Francia: 53 hotels totali
- 1998: Lancio di una strategia a livello europeo; prima apertura in Germania
- 2006: Cambio di nome da Galaxie S.A. a Group B&B Hôtels
- 2007: Acquisizione dei Villages Hôtel, con più di 60 hotel in Francia e due alberghi in Germania
- 2010: Prima apertura in Italia; prima apertura in Polonia (Toruń); sei nuovi hotel in Germania tra cui Norimberga.
- 2011: Prima apertura in Portogallo (Porto); secondo hotel in Polonia (Varsavia); la Germania apre altre sei strutture tra cui Monaco-aeroporto.
- 2013: Terza apertura in Polonia (Breslavia); prima apertura in Repubblica Ceca (Praga).
- 2015: B&B HOTELS apre i primi quattro hotel in Spagna (Valencia, Alicante, Girona, Madrid).
- 2016: Pai Partners acquisisce il 95% della proprietà.
- 2017: In Spagna viene acquisita la catena Sidorme portando a 19 gli hotel nel mercato spagnolo; 100 hotel in Germania

- 2018: Arrivano i primi B&B HOTELS in Austria, Brasile, Belgio, Portogallo e Svizzera
- 2021: Aprono gli hotel di Slovenia e Ungheria
- 2022: B&B HOTELS annuncia di gestire 650 strutture in tutto il mondo (principalmente in Europa) e apre il suo primo hotel nei territori DOM TOM, in Martinica

## Storia italiana

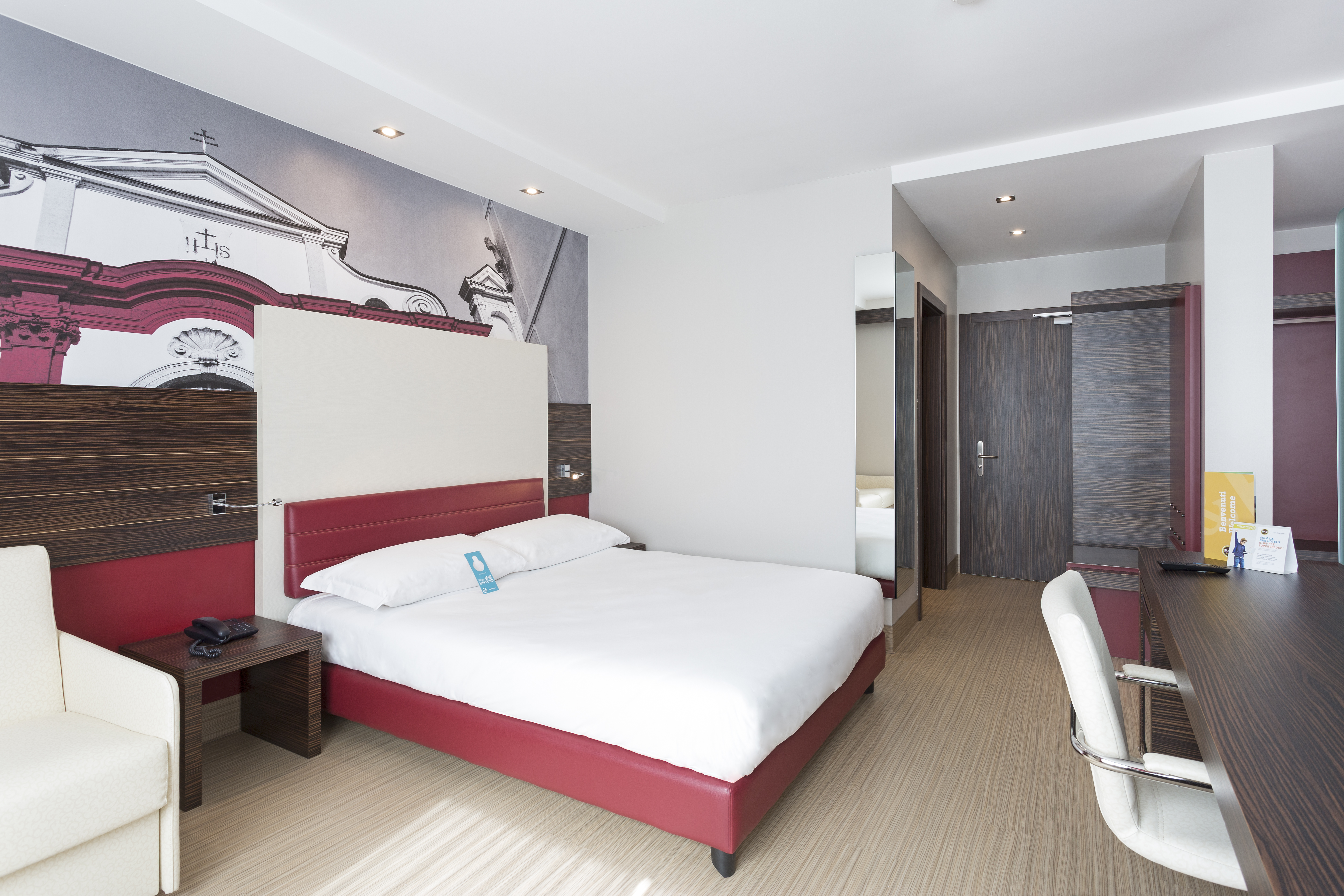
Camera matrimoniale del B&B Hotel Trento

Nel 2010 è stata costituita la filiale italiana del gruppo, B&B HOTELS Italia.
B&B HOTELS Italia ad oggi conta più di 55 hotel di categoria 2, 3 e 4 stelle aperti sul territorio nazionale.
- 2010: Apertura in Italia con il primo hotel a Firenze
- 2011: Apertura di nuove strutture fino ad arrivare a 7 hotel sul territorio italiano
- 2012: Vengono aperti altri 4 hotel nel nord Italia: B&B Hotel Bologna (Novembre 2012), B&B Hotel Ferrara (Novembre 2012), B&B Hotel Udine (Maggio 2012), B&B Hotel Torino (Maggio 2012 - di nuova costruzione)
- 2013: A giugno vengono aperti tre nuovi hotel: B&B Hotel Mantova, B&B Hotel Ravenna e B&B Hotel Faenza.
- 2014: A febbraio viene aperto l'hotel di Verona e ad Aprile il primo hotel in provincia di Milano, dopo un'importante ristrutturazione della Torre Sospesa.
- 2015: A maggio viene inaugurato l'hotel di Como, grazie a una ristrutturazione completa della ex sede del quotidiano "La provincia".
- 2016: Primo hotel aperto in Abruzzo a Pescara.
- 2017: Sono 27 gli hotel in Italia e quattro le nuove aperture: B&B Hotel Trieste, B&B Hotel Trento e B&B Hotel Cremona (ottobre 2017), B&B Hotel Milano-Central Station (ottobre 2017).
- 2018: Aprono sette nuovi hotel: B&B Hotel Genova e B&B Hotel Treviso (gennaio 2018), B&B Hotel Savona (giugno 2018), B&B Hotel Malpensa Lago Maggiore e B&B Hotel Como City Center (luglio 2018), B&B Hotel Modena (settembre 2018), B&B Hotel Roma Fiumicino (dicembre 2018)
- 2019: Aprono cinque nuovi hotel: B&B Hotel Roma Tuscolana (Gennaio 2019), B&B Hotel Roma Pietralata (Marzo 2019), B&B Hotel Affi Lago di Garda (Giugno 2019), B&B Hotel Palermo Quattro Canti (Luglio 2019 il numero 500 a livello di catena), B&B Hotel Roma San Lorenzo Termini (ottobre 2019)
- 2021: Nuove strutture aperte fino ad arrivare a 45 hotel sul territorio italiano tra cui gli alberghi di: Cortina, Bolzano, Brescia e Milano Duomo.
- 2023: Sono oltre 60 le strutture in Italia.
- 2025: Sono oltre 80 le strutture in Italia.

## B&B Hotel Milano Sesto Marelli - Torre Sospesa
La Torre Sospesa di via Ercole Marelli, progettata dall'Arch. Marzorati a fine degli anni Ottanta, è un edificio simbolo dell'edilizia "postindustriale" ed è un progetto di primaria importanza per il comune di Sesto San Giovanni che ha visto nell'opera l'opportunità di crescita e sviluppo economico per il territorio circostante e per l'intera comunità residente.
L'edificio, dopo la ristrutturazione curata dall'Arch. Baldo Battaglia, ospita il B&B Hotel Milano Sesto Marelli.